# Nowa Morawa

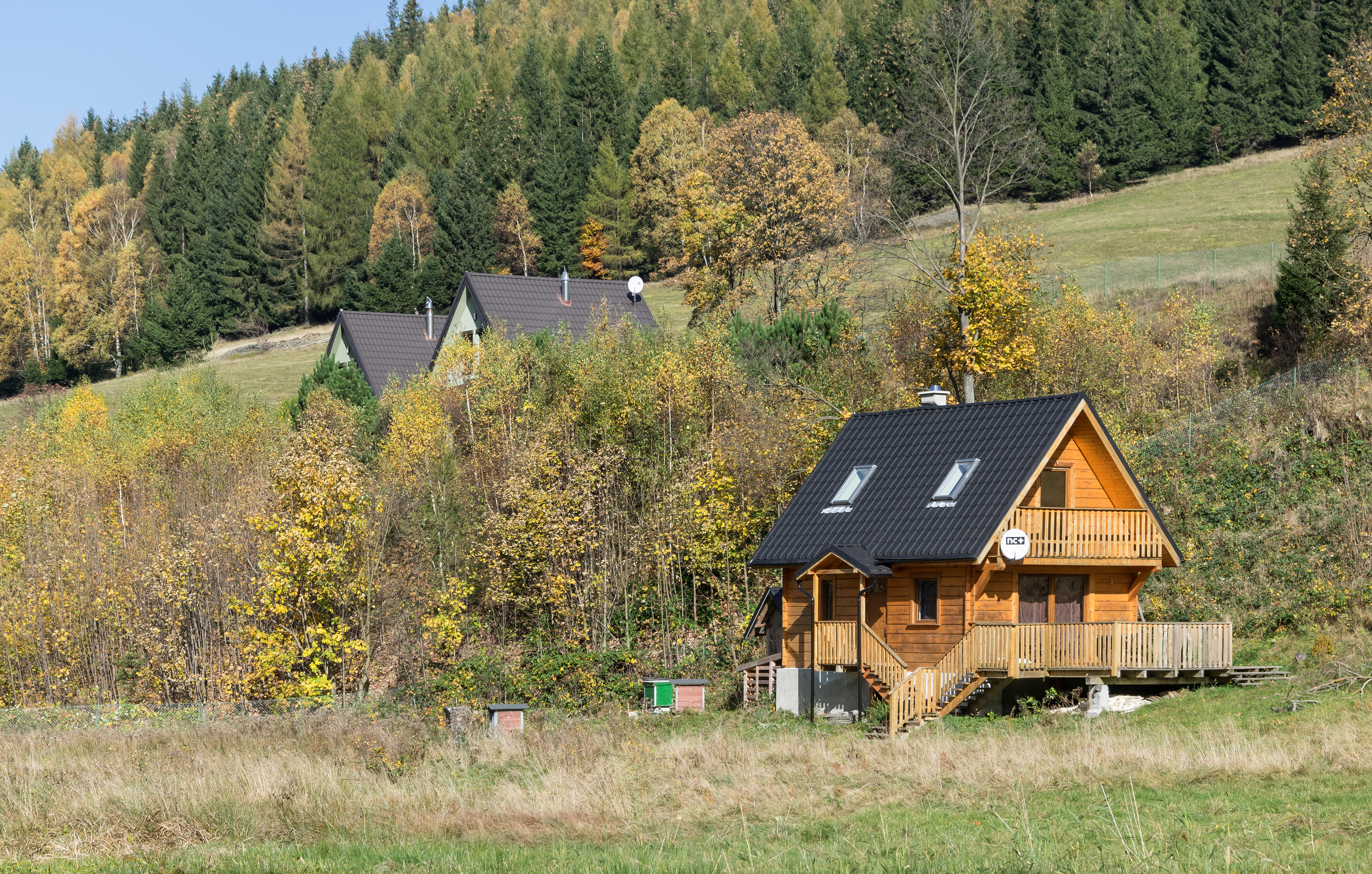
Domki letniskowe

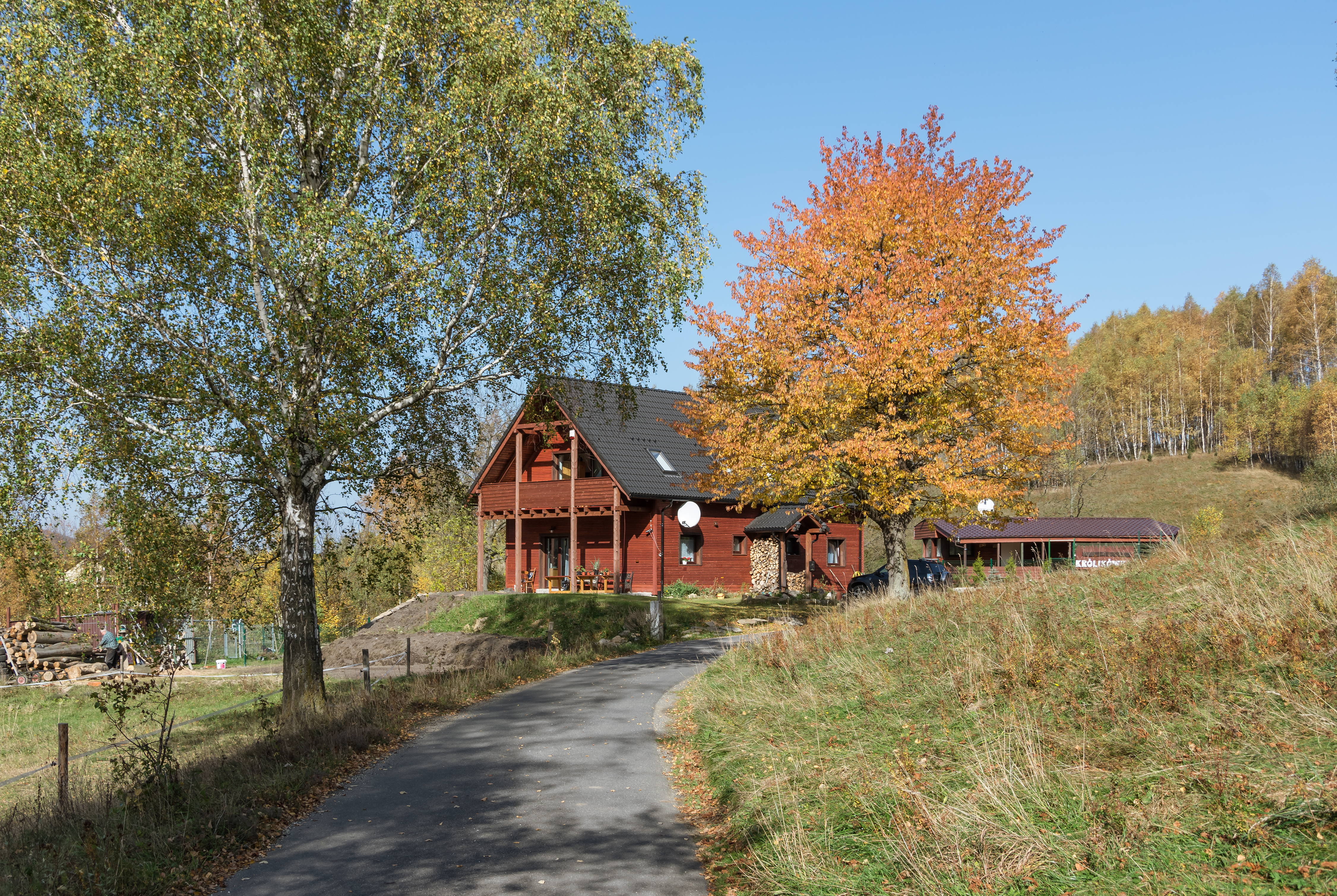
Dom „Królikówka”

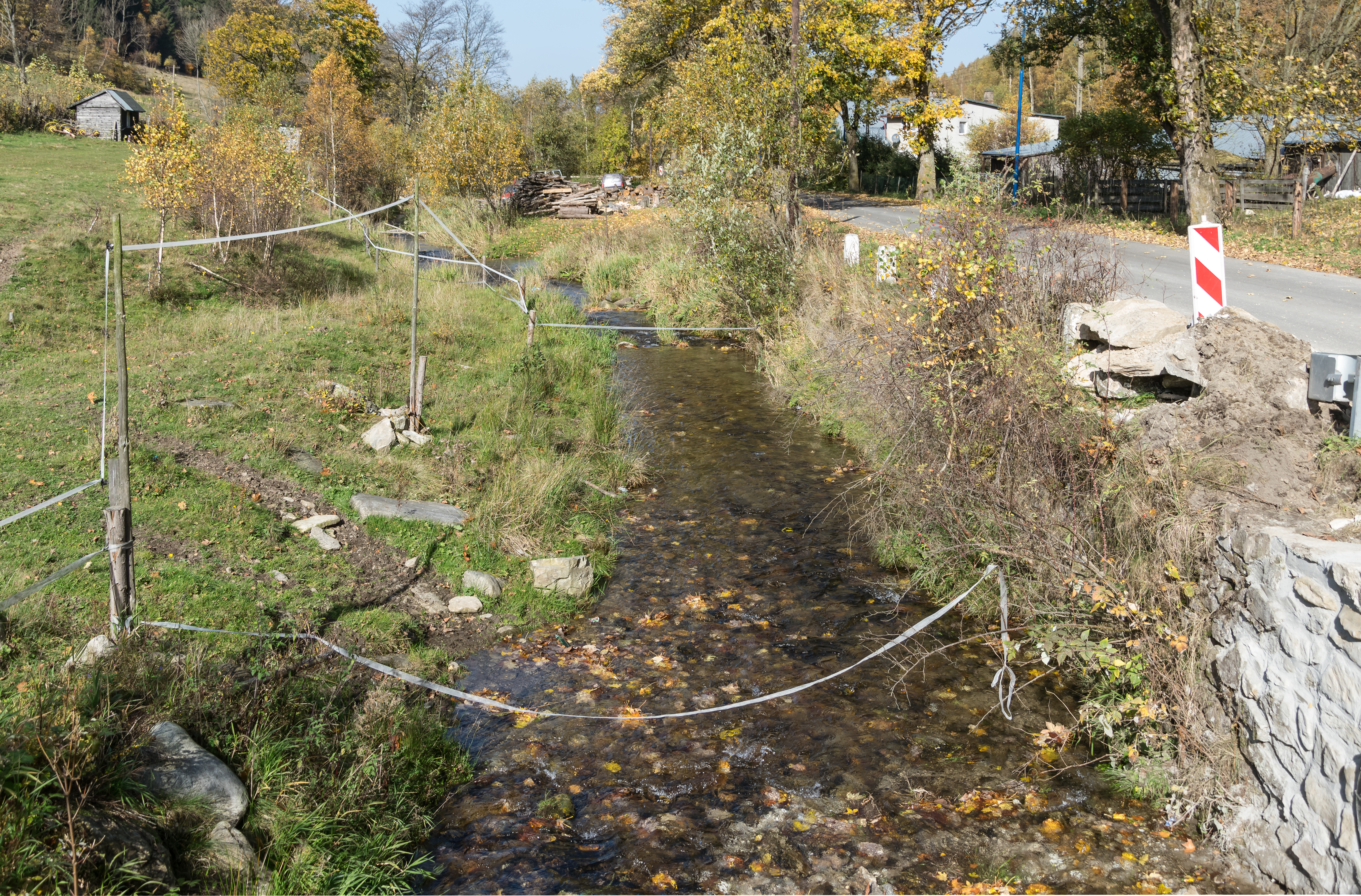
Potok Morawka

Nowa Morawa (niem. Neu Mohrau) – wieś sołecka w Polsce położona na ziemi kłodzkiej w województwie dolnośląskim, w powiecie kłodzkim, w gminie Stronie Śląskie, w pobliżu granicy z Czechami.

## Położenie i układ przestrzenny
Nowa Morawa jest luźno zabudowana wsią, leżącą w wąskiej i głębokiej dolinie wzdłuż górnego biegu rzeki Morawki. Wieś ciągnie się na przestrzeni około 3 km, między 600 a 680 m n.p.m., przy dawnym trakcie zwanym Drogą Morawską, prowadzącą z Bolesławowa do Przełęczy Płoszczyna. Dolina, w której leży wieś, rozgranicza Góry Bialskie od Masywu Śnieżnika. Z trzech stron, po wierzchołkach gór, wieś otaczają lasy dolnoreglowe o górnoreglowe, głównie świerkowe, których brzegiem prowadzi granica Śnieżnickiego Parku Krajobrazowego. Dno doliny zajmują niewielkie użytki rolne, głównie łąki.
Wieś zachowała dawny układ łańcuchowy, choć nieco zatarty ze względu na wyludnienie i zniszczenie zabudowy po roku 1945.

## Historia

### Nazwa
W źródłach historycznych wieś występuje pod różnymi nazwami: Neu Moraw, Ney Morau, Neuen Moraw (1631), Neu Morau (1747), Neu Mohrau (1597, 1746, 1789, 1801, 1845-1945), Neumohrau (1815). Współczesną nazwę nadała w roku 1946 Komisja Ustalania Nazw Miejscowości. Nazwa wsi wywodzi się od nazwy wsi Stara Morawa, której wieś była kolonią.

### Przynależność administracyjna
Poprzednia przynależność administracyjna:
- do połowy XVIII wieku wieś należała do hrabstwa kłodzkiego,
- do 1818 r. do powiatu kłodzkiego (Kreis Glatz),
- do 1945 r. do powiatu Bystrzyca Kłodzka (Kreis Habelschwerdt),
- do 1973 r. do gromady w Bolesławowie, w powiecie Bystrzyca Kłodzka,
- do 1975 r. w gminie Stronie Śląskie, w powiecie Bystrzyca Kłodzka,
- do 1998 r. w gminie Stronie Śląskie, w rejonie Bystrzyca Kłodzka, w województwie wałbrzyskim.

### Powstanie i rozwój
Nową Morawę założono na dobrach kameralnych w (lub tuż przed) rokiem 1596. Jej powstanie wiąże się z działalnością górniczą w dawnym Wilhelmsthal (Bolesławowie) albo kolonizacją z czeskich Moraw. Początkowo była kolonią Starej Morawy, mimo że obie te wsi rozgraniczał teren Bolesławowa. Na nowych gruntach wydzielono początkowo 9 parcel, a po pół wieku na terenie wsi było zabudowanych 20 parcel kmiecych. We wsi nie wydzielono wówczas dóbr sędziowskich i urzędował tu tylko urzędnik sądowy. Ponieważ warunki życia były trudne (słabe gleby, brak łąk do wypasu, krótka wegetacja) ludność zajmowała się pracami przy wyrębie lasu i rzemiosłem. Przerabiano głównie drewno: tartak we wsi wymieniano w roku 1684.
W 1684 r. wieś weszła w skład klucza strońskiego, przechodząc kolejne zmiany własnościowe z całym kluczem aż do roku 1867. W końcu XVII w. wieś była dalej niewielka – w 1684 r. zamieszkiwało ją zaledwie 19 mieszkańców. Rozrosła się nieco w XVIII w. Wiadomo, że w 1743 r. oprócz 19 kmieci mieszkało tu 6 chałupników. Przez XVIII i XIX wiek systematycznie wydzielano nowe działki dla chałupników i nowych osadników. W latach 1789–1817 Nową Morawę zamieszkiwało 32 zagrodników i chałupników. W 1815 r. Nowa Morawa była już odrębną gminą wiejską. Około 1867 r. wymieniano w spisach 51 parcel, w tym 24 kmiece, 3 parcele kolonistów i 24 parcele chałupników polowych. Do początku XX w. ich liczba wzrosła tylko nieznacznie do 60.
Mieszkańcy wsi od początku należeli do parafii w Strachocinie. Około 1631 r. przypisano ich do nowo wybudowanego filialnego kościoła w Bolesławowie. Po wyodrębnieniu się parafii w tym mieście, mieszkańcy Nowej Morawy zostali również do niej przyłączeni i taki stan pozostał do 1946 r.
Do Nowej Morawy należał dawniej przysiółek Mutiusgrund, założony w 1790 lub 1792 r. przez ówczesnego właściciela klucza strońskiego, radcę prawnego Josepha Bernharda von Mutiusa, właściciela Starego Zdroju – stąd nazwa kolonii. Dla kolonii wytyczono na wschód od wsi 6 parcel dla kolonistów. Kolonia nie usamodzielniła się i została później przyłączona do wsi. Wiadomo, że w 1815 r., na terenie dawnej kolonii stało jeszcze 8 domów.
Liczba ludności Nowej Morawy systematycznie wzrastała aż do roku 1880, po którym notuje się powolny i systematyczny spadek. Pozyskiwanie i przerób drewna w dalszym ciągu był znaczącym zajęciem mieszkańców. W 1830 r. wymieniano dalej jeden tartak, 15 później już dwa, a w latach 80. XIX w. cztery. Czynne były też wytwórnie wyrobów drewnianych, wełny drzewnej i mączki kostnej. W 1845 r. wspomina się również o potażarni.
W drugiej połowie XIX w., po zbudowaniu tzw. Drogi Marianny prowadzącej do Bielic, Nowa Morawa znalazła się na trasie turystycznej prowadzącej w Góry Bialskie. Do końca stulecia stała się oficjalnym letniskiem i ośrodkiem sportów zimowych z dwiema gospodami, które miały po 12 miejsc noclegowych. Prowadziła tędy uczęszczana trasa wycieczek kuracjuszy z Lądka-Zdroju do Puszczy Jaworowej. W związku z wybudowaniem przez wieś nowej drogi prowadzącej na Morawy, około 1880 r. w Nowej Morawie, na jej południowym krańcu utworzono filię urzędu celnego. Około 1903 r. działała tu także książęca leśniczówka, a w 1910 również młyn.

### Po II wojnie światowej
W latach 1945–1946 w Nowej Morawie, jak na całym Dolnym Śląsku, nastąpiła całkowita wymiana ludności. Wieś została zasiedlona, ale wskutek trudnych warunków bytowych stopniowo i systematycznie wyludniała się. Wieś jest znacznie oddalona od miasta, grunty rolne mają tu niewielki areał, a ponadto górski klimat z silnymi wiatrami nie sprzyjał wegetacji. Część zabudowań uległa także rozszabrowaniu. Upadł lokalny przemysł drzewny.
W 1978 r. w Nowej Morawie istniało zaledwie 13 gospodarstw rolnych, a z pracy w rolnictwie utrzymywało się zaledwie 28% mieszkańców (pozostali pracowali w Stroniu Śląskim lub w lasach). Od lat 70. XX wieku funkcjonował we wsi zakładowy ośrodek kolonijno-wypoczynkowy. Powyżej Nowej Morawy w okresie letnim Akademicki Oddział PTTK z Poznania stawiał bazę namiotową.
Pierwsze plany rozwoju turystyki na tym terenie powstały w latach 70. XX wieku. W ramach tzw. drugiego Zakopanego planowano w okolicy ulokowanie szeregu inwestycji w budowę infrastruktury: budowę ośrodków wypoczynkowych, wyciągów narciarskich a także uruchomienie w Nowej Morawie przejścia granicznego. Plany spełzły na niczym wskutek kryzysu gospodarczo-politycznego, a jedyną korzyścią było utworzenie Śnieżnickiego Parku Krajobrazowego.

## Współczesność
Nowa Morawa ma charakter niewielkiej wsi rolno-leśnej. We wsi zlokalizowane jest leśnictwo Lasów Państwowych, Nadleśnictwa Lądek-Zdrój. Od lat 90. XX wieku jej charakter nieco zmienia się, rozwijając się w kierunku turystyki. Otwarcie przejścia granicznego Nowa Morawa - Staré Město na Przełęczy Płoszczyna znacznie ożywiło ruch turystyczny we wsi. Początkowo było to przejście małego ruchu granicznego i turystycznego dla pieszych i rowerzystów. Za pozyskane fundusze gmina Stronie Śląskie wyasfaltowała drogę na przełęcz, co pozwoliło na otwarcie w roku 2007 granicznego przejścia drogowego. Obecnie, po wejściu Polski do strefy Schengen, przez Nową Morawę przechodzi swobodny międzynarodowy ruch drogowy dla samochodów o masie do 16 t.

### Sport i turystyka
Ośrodek kolonijno-wypoczynkowy już nie działa, ale część domów w Nowej Morawie zaadaptowano na letniskowe. Istnieje niewielka smażalnia pstrągów serwująca świeże ryby z własnej hodowli, a miejsca noclegowe oferowane są przez dwóch prywatnych gestorów. Bliskość granicy sprawia, że wieś jest dobrym miejscem wypadowym wycieczek do Starego Mesta na Morawach (w Czechach).
W Nowej Morawie działa orczykowy wyciąg narciarski na wschodnim stoku Stromego (808 m n.p.m., wyższa z dwóch kulminacji Zawady):
- długość 410 m, średnie nachylenie stoku 19%, różnica poziomów 98 m,
- stacja dolna na wysokości 625 m n.p.m., górna 733 m n.p.m.,
- stok tuż przy wyciągu, czynny w sezonie zimowym od 9:30 do 21:00.
- oświetlenie, ratrak, bezpłatny parking, wypożyczalnia nart i snowboardu, fastfoody.

Bardzo blisko od wsi usytuowana jest też stacja narciarska w sąsiedniej wsi Kamienica (2 km).
Przez Nową Morawę przechodzą 2 trasy rowerowe:
- nr 5725: pętla Gór Bialskich – zachodnia (Stronie Śląskie, Młynowiec, Przełęcz Dział, Przełęcz Sucha, Nowa Morawa, Bolesławów, Stara Morawa, Stronie Śląskie), długość 24,70 km, czas przejazdu ok. 3-4 h, stopień trudności średni,
- nr 5726: do przejścia granicznego (Bolesławów, Nowa Morawa, Przełęcz Płoszczyna, Kamienica, Bolesławów), długość 14,80 km, czas przejazdu ok. 1,5-2 h, stopień trudności średni, rekreacyjny.

Znakowane piesze szlaki turystyczne prowadzą:
- niebieski E3 z Starego Gierałtowa do Kamienicy i schroniska PTTK "Na Śnieżniku",
- żółty przechodzący szczytami po zachodniej stronie wsi z Bolesławowa na Przełęcz Staromorawską i Przełęcz Płoszczynę.

### Atrakcje turystyczne
- Szwedzkie Szańce – nikłe pozostałości po ziemnych umocnieniach, które są przypisywane wojskom szwedzkim z czasów wojny trzydziestoletniej. Znajdują się w paśmie wzniesień na zachód od wsi, na południe od Przełęczy Staromorawskiej, powyżej Drogi Staromorawskiej.
- Góra Oliwna – grupa XIX-wiecznych kamiennych rzeźb z przedstawieniami śpiących apostołów znajdująca się na wzniesieniu między Nową Morawą a Kamienicą. Prowadzi do niej droga krzyżowa wyznaczona cementowymi krzyżami od kościoła w Bolesławowie.